# Ягодная (река, Сахалин)
Ягодная — река на острове Сахалин, протекает по территории Поронайского городского округа Сахалинской области. Длина реки — 15 км. Площадь водосборного бассейна — 38,4 км².
Начинается на северном склоне горы Ягодная, течёт в общем восточном направлении через гористую местность, покрытую елово-пихтовым лесом. Впадает в Охотское море восточнее горы Морской.
Основной приток — Тихий.

## Данные водного реестра
По данным государственного водного реестра России относится к Амурскому бассейновому округу.
Код объекта в государственном водном реестре — 20050000212118300002948.